# 卡布韦
卡布韦（Kabwe），旧称布罗肯山（Broken Hill），是赞比亚中央省的首府，人口202,914（2010年）。卡布韦在布罗肯山上的铅和锌矿发现之后的1902年建立 。

## 历史
当地地名Kabwe 或Kabwe-Ka Mukuba 意为“矿”或“冶炼”，名称来自欧洲和澳大利亚的探矿者发现澳大利亚布罗肯希尔的一座相似的煤矿之后，城市建立于1902年。在1930年代赞比亚铜带省的大型铜矿区发现之前，卡布韦一直是赞比亚最大的矿藏地。除了铅和锌矿之外，当地还有少量的银、锰和例如镉、钒、钛的重金属。 1921年，被称为布罗肯山人的人类化石头骨在矿藏中发现，科学家将其分类为海德堡人或罗德西亚人。
1966年国家独立后不久，布罗肯山更名为卡布韦。
卡布韦的矿藏占地2.5 km²，位于城市中心西南约1 km处，现虽已关闭，但仍可从老尾矿中取出金属。布莱克史密斯研究所的研究报告称，由于重金属（主要是锌和铅）的尾渣进入河水中，卡布韦是世界上受污染最严重的10个地方之一。

## 政治
卡布韦的铁路于1906年建成，为赞比亚北部重要的铁路基地。当地铁路雇佣的员工数量仅次于采矿业，并建有机车维修的设施。铁路工人工会在全国的政治上起到了很大的作用。在殖民统治推行种族隔离政策的时期，罗得西亚铁路工人工会领袖的罗伊·韦伦斯基（后担任罗德西亚与尼亚萨兰联邦总理）与狄克逊·孔科拉领导的北罗得西亚铁路工会展开斗争。

## 交通
目前，卡布韦是赞比亚铁路的总指挥部，但就业人数已大幅削减。卢萨卡-铜带铁路是当地重要的铁路线。公路方面，大北路经过卡布韦。水运方面，米塔山大坝、穆隆古希大坝和伦塞姆富瓦河大坝是卡布韦重要的水运通道，且为水力发电站。

## 经济
矿井关闭导致卡布韦的经济大幅衰退，目前制造业是当地的支柱产业，如棉油加工、服装制造以及1980年代华商投资的穆隆古希纺织厂。穆隆古希纺织厂是赞比亚最大的纺织品制造厂，但由于亏损于2007年关闭 。此外还有缩绒、医药品、皮革鞣制等产业。
商业农场沿城市中心向10千米外扩散分布，通过公路和铁路运至铜带省和卢萨卡的市场。

## 旅游

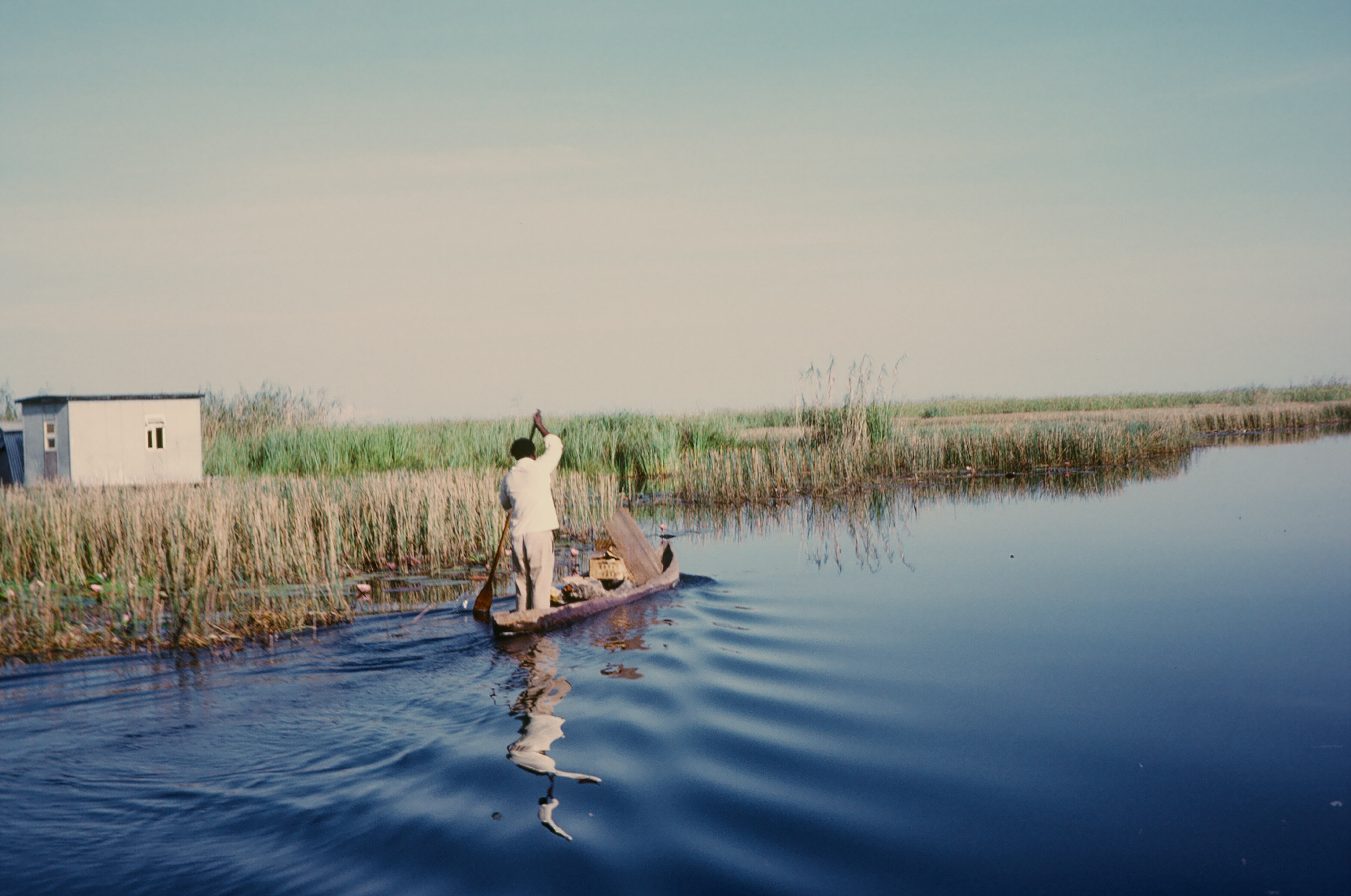
卡布韦西部约60千米的卢坎加沼泽

城市的东部和西部风景较好，但至今没有得到全面开发。当地开发旅游的主要优势是临近卡布韦市区和卢萨卡国际机场。卡布韦西部大约50千米的卢坎加沼泽现为自然保护区，但前往的道路质量差。穆隆古希和伦塞姆富瓦河河谷通过卢安瓜裂谷，水库和湖泊提供了划船和钓鱼的地方，河谷周边生物种类比较丰富。